# Bon-Joseph Dacier

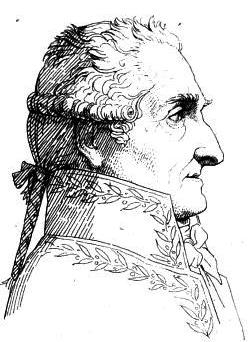

Bon-Joseph Dacier (* 1. April 1742 in Valognes; † 4. Februar 1833 in Paris) war ein französischer Gräzist, langjähriger Sekretär der Académie des Inscriptions et Belles-Lettres und Mitglied der Académie française.

## Leben
Dacier stammte aus der normannischen Provinz. Er studierte am Collège d’Harcourt in Paris Theologie und erfuhr die niederen Weihen. Als Mitarbeiter von Jean-Baptiste de La Curne de Sainte-Palaye verzichtete er auf die geistliche Karriere und wurde Schüler von Étienne Lauréault de Foncemagne, dem er unentbehrlich wurde und auf dessen Autorität hin er 1772 in die Académie des Inscriptions et Belles-Lettres gewählt wurde. Dacier war mit Félix Vicq d’Azyr und Jean-Jacques Barthélemy befreundet. Im Umkreis des Duc d’Antin, Louis de Pardaillan de Gondrin (1727–1757), holte er sich den nötigen gesellschaftlichen Schliff. 1782 wählte ihn die Académie des Inscriptions et Belles-Lettres auf Lebenszeit zu ihrem Secrétaire perpétuel. In der Akademie wirkte er 50 Jahre lang mit Umsicht, Tatkraft und Organisationsvermögen. Das Angebot König Ludwig XVI., ein Ministeramt zu übernehmen, lehnte er ab. 1790 engagierte er sich in der Stadtverwaltung von Paris, weswegen er 1793, als die Akademie geschlossen wurde, für zwei Jahre untertauchen musste.
1795 wurde er von Joachim Lebreton wieder in das neu gegründete Institut national berufen, in dem die Akademie auf die Klassen 2 und 3 aufgeteilt war. Er war Mitglied der Classe des Sciences morales et politiques (section d'Histoire). Als 1803 unter seiner Leitung wieder eine Classe d’histoire et de littérature ancienne eingerichtet war (die 1816 den alten Akademienamen wiedererlangte), wurde Dacier wieder zum ständigen Sekretär gewählt. Er schrieb die Geschichte der Akademie von 1784 bis 1830. An ihn sandte 1822 Jean-François Champollion seinen berühmten Brief „betreffend das Alphabet der phonetischen Hieroglyphen“. Im selben Jahr wurde er in die Académie française (Sitz Nr. 16) gewählt. Er starb 1833 im Alter von 90 Jahren.

## Werke (Auswahl)

### Autor
- Lobrede auf Klopstock. Gehalten am Jahrestage seines Begräbnisses den 22sten März 1805 im National-Institut der Künste und Wissenschaften zu Paris von Dacier beständigem Secretair. Aus dem Französischen. Nestler, Hamburg 1805.
- François Hartog (Hrsg.): Histoire et littérature ancienne. Rapports à l’Empereur sur le progrès des sciences, des lettres et des arts depuis 1789. Bd. 4. Belin, Paris 1989. (Vorwort von Denis Woronoff,  Text erstmals vorgetragen 1808, erschienen 1810)
- Histoire et mémoires de l’Institut royal de France. Académie des inscriptions et belles-lettres. 10 Bde. 1815–1833.
- Plation’s Leben mit einer nähern Angabe seiner philosophischen Lehrsätze. Jenisch und Stagesche Buchhandlung, Augsburg und Leipzig 1829.

### Übersetzer
- Histoires diverses d’Élien le Sophiste. 1772. (Claudius Aelianus)
- La Cyropédie, ou Histoire de Cyrus. 1777. (Die Kyrupädie des Xenophon)